# Ignasi Mas i Morell
Ignasi Mas i Morell (Barcelona, 6 de desembre de 1881 - 23 d'abril de 1953) fou un arquitecte modernista titulat el 1907.

## Biografia
Va néixer al carrer Pelai de Barcelona, fill de Domènec Mas i Saló, natural d'L'Arboç, i de Salvadora Morell i Isern, natural de Barcelona.
Fou arquitecte municipal de Sant Pol de Mar, on va realitzar un bon nombre d'edificis modernistes. Residí i treballà també a l'Havana.
Es va casar amb Mercè Brosa i Marroig. Van ser pares, entre d'altres, de l'arquitecte i jugador de futbol Ignasi Mas i Brosa (1926-1999).

## Obres
A Sant Pol de Mar:

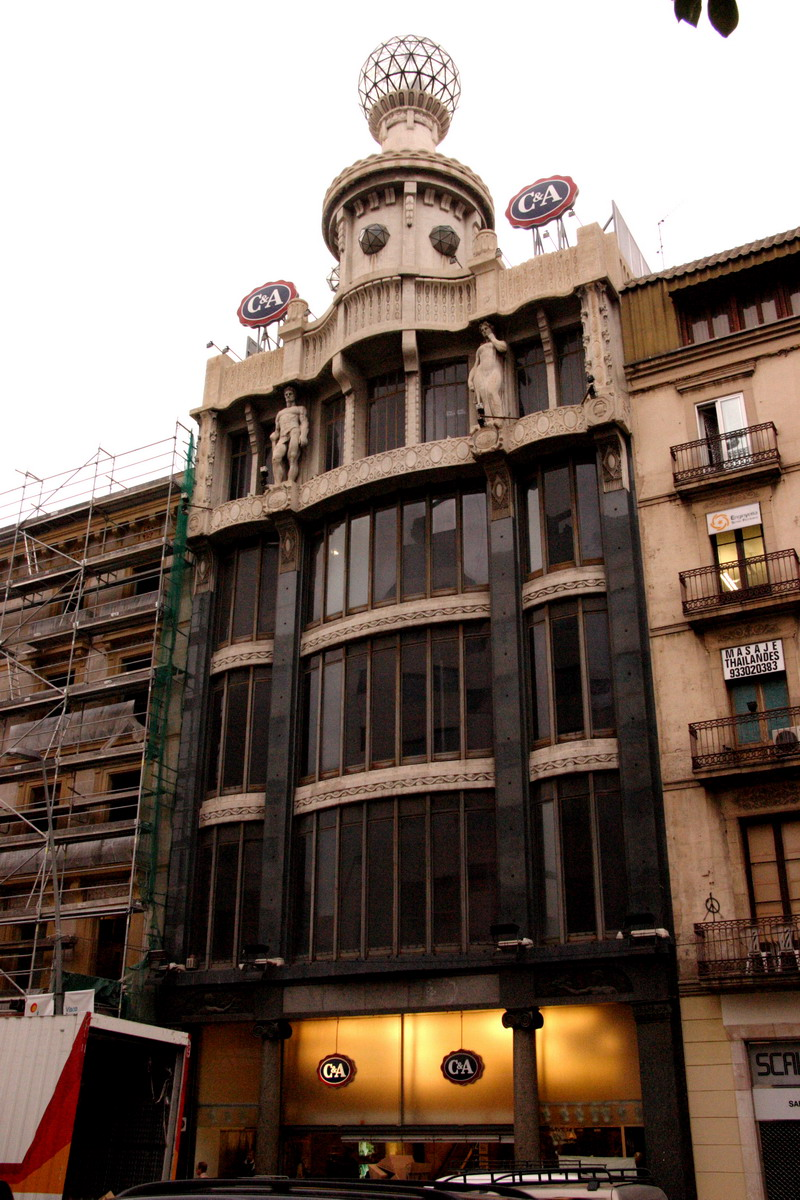
Magatzems Damians (1915). Els canvis de propietat els han transformat molt per a adaptar-los al comerç.

(1910) casa Planiol, c/ Abat Deàs, 30 i les escoles al c/ Santa Clara, 2
A Sant Joan Despí:
- (1910) cases Auriga, pg. Canalias, 6 i 8.[4]
- (1911-12) Casa Engràcia Viñas, Carrer Jacint Verdaguer, 28-30.[5] Engràcia Viñas era la mare de la propietària de Can Negre que va ser reformada per Jujol.

A Sitges:
(1912-1915) can Bartomeu Carbonell també coneguda com a Casa del Rellotge o «Casa de la Punxa», Cap de la Vila, 2
A Barcelona: 
- (1915-1916) plaça de toros la Monumental. Fa una ampliació sobre l'obra original de Joaquim Raspall, afegint-li l'actual façana.
- (1915) els magatzems Damians, c/ Pelai, 54, fets en col·laboració amb Lluís Homs i Eduard Ferrés i Puig
- Edifici David (1928-1931)

A Arenys de Mar:
(1925-1929) el mercat públic.

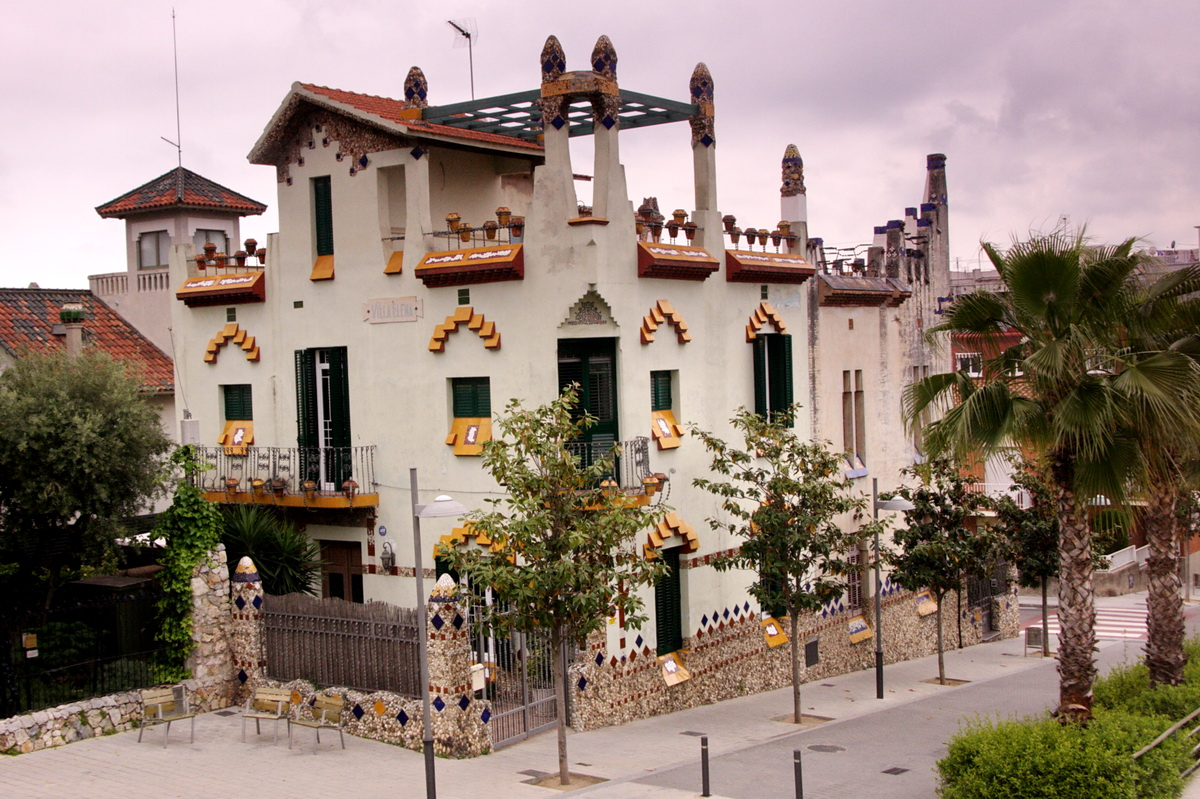
Cases Aurigues a Sant Joan Despí
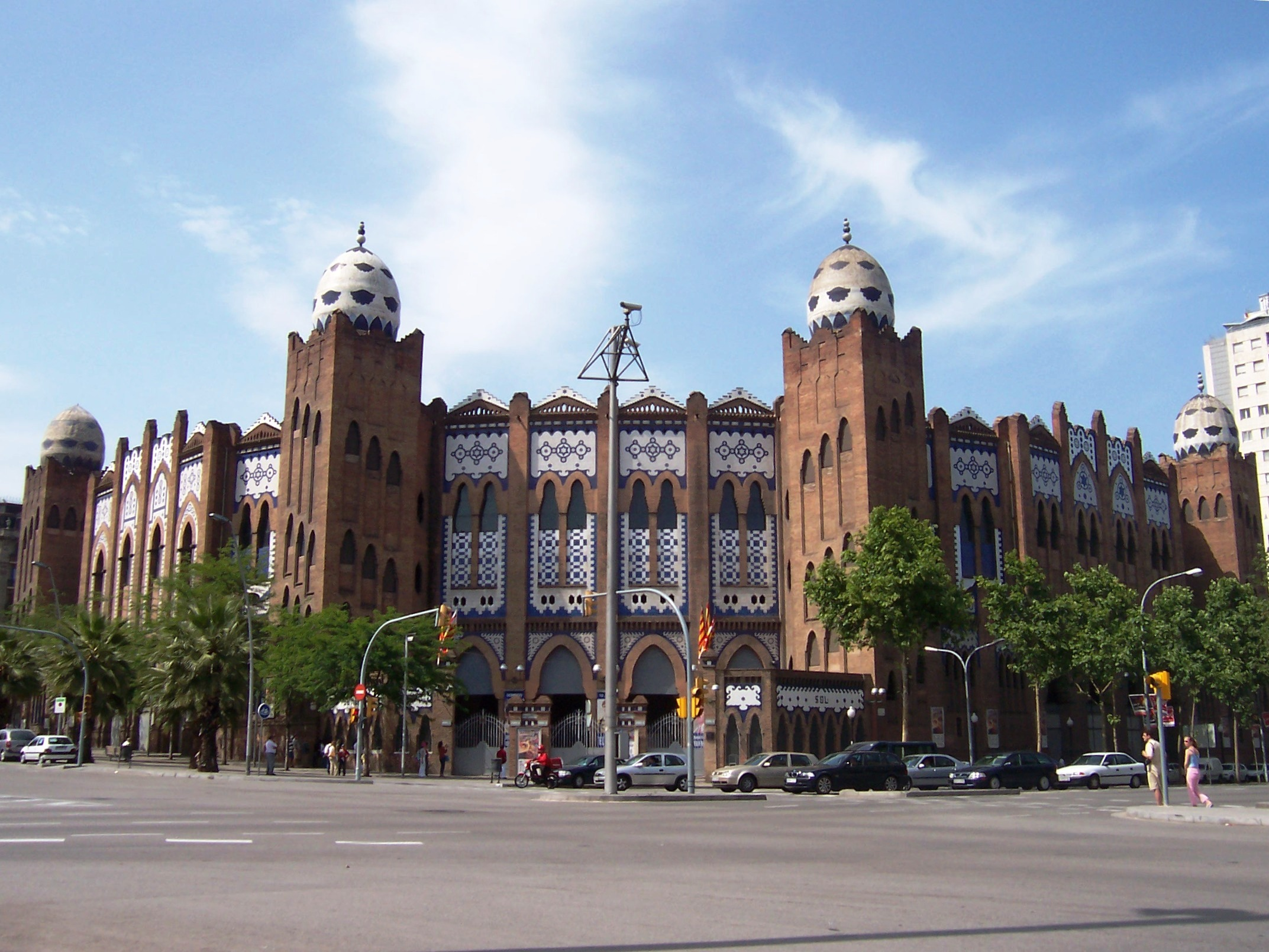
La plaça de toros Monumental en l'actualitat